# Agharaskilly

Agharaskilly (irlandais : Achadh Ros Cille, champ du bois de l'église) est un townland dans la paroisse civile de Tomregan et le comté de Cavan, en Irlande. Il se situe dans l'ancienne baronnie de Loughtee Lower.

## Géographie
Agharaskilly est limité au nord par le townland de Cullyleenan, à l'est par ceux de Cavanagh et de Mullaghduff, au sud par les townlands de Cloncollow, Slievebrickan, Fartrin et Killarah, à l'ouest par ceux de Cormeen et Lecharrownahone.
Derryliffe fait partie du townland ; c'est une anglicisation de Doire Life, « le bois de chênes de Liffey ».
Le canal Shannon–Erne coule vers le nord, le long de la frontière ouest du townland.
Plusieurs collines dépassent l'altitude de 60 m.
La route de Killeshandra traverse le territoire qui couvre une superficie de 223 ha dont 3 ha en eau.

## Toponymie
Sur une carte de la Plantation de l'Ulster de 1609 concernant la baronnie de Loughtee, la localité s'appelle Reskellew. Les mentions du nom sont très variables au cours du temps : en 1627 Aghocrossekeillie ; en 1641, Aghroskilly, Agheraskilly et Aighroskillow ;  en 1652, Aghowraskillow, en 1735, Augharaskillane ; 1767  Agharisakella et Agharassakella.

## Histoire
Le  10 août 1607, le roi James Ier attribue la terre d'Aghcrossekille à Garret Moore, 1er Viscount Moore de Mellifont.

## Démographie
En 1861, 89 habitants vivent à Agharaskilly. La population passera à 90 habitants en 1871 ; 84 en 1881 pour 17 maisons ; 68 en 1891 ;
en 1901, on dénombre 21 familles ; 19 familles en 1911.
Dans la collection des écoles « Dúchas » James Reilly (1938) et Philip Fitzsimons décrivent le village. Les noms des lieux-dits apparaissent également.

## Sites archéologiques
- Une colline fortifiée médiévale en terre (ringfort) est située dans le coin sud-est du territoire, près de la limite avec le townland de Cavanagh (Site number 201, Agharaskilly townland, page 39 in Archaeological Inventory of County Cavan, Patrick O’Donovan, 1995) où elle est décrite comme suit : « Zone circulaire surélevée (dim. 29,1 m NNE-SSW ; 26,4 m WNW-ESE) a été modifiée et intégrée dans la limite du champ, mais a été nivelée, son contour est encore identifiable ». Un rapport antérieur (OPW 1969) mentionne les traces d'un fossé externe et suggère que l’entrée originale aurait pu être au SE.

- Une autre colline fortifiée médiévale (ringfort) en terre, située près de la limite occidentale avec Cormeen. (Inventaire archéologique du comté de Cavan [17] où il est décrit comme « Situé sur un terrain plat sur la rive ouest de la rivière Woodford, avec un petit chenal relique de la rivière juste à l'ouest. Il s’agit d’une zone circulaire surélevée recouverte d’herbe (diamètre 22 m environ), entourée par un talus de terre envahi par la végétation (au nord : 3,1 m ; int H : 0,7 m) qui est en grande partie réduite à une escarpement recouvert de végétation (H : 0,70 m) sud - nord-ouest, mais le périmètre a été supprimé par endroits ».